# IC 2748
IC 2748 је елиптична галаксија у сазвјежђу Лав која се налази на листи објеката дубоког неба у Индекс каталогу.
Деклинација објекта је + 8° 48' 20" а ректасцензија 11h 21m 44,1s. Привидна величина (магнитуда) објекта IC 2748 износи 16,1 а фотографска магнитуда 17,1. IC 2748 је још познат и под ознакама NPM1G +09.0252, PGC 3091442.